# Philippe Buhler
Pour les articles homonymes, voir Buhler.
Philippe Buhler, né à Lausanne le 15 mai 1919 et mort le 15 septembre 2019[réf. nécessaire], est un pianiste, compositeur et enseignant vaudois.

## Biographie
Fils de Raymond Buhler et de Rita Henriette Grobet, Philipe Buhler est orienté vers le piano par sa mère, il poursuit sa formation au Conservatoire de Mulhouse de 1930 à 1938. De 1941 à 1943, il travaille l'harmonie et la direction avec César Geoffray, professeur au Conservatoire de Lyon, puis de 1943 à 1944 suit les cours d'Alexandre Denéréaz au Conservatoire de Lausanne.
Il enseigne le piano au conservatoire de Mulhouse de 1945 à 1949 et dirige la chorale Concordia. Il organise également la première chorale À chœur joie de Mulhouse. En 1950, il s'installe aux États-Unis et obtient en 1955 le diplôme de Bachelor of Music, à l'université de Redlands en Californie. Il y parfait l'année suivante sa formation en musicologie auprès de Leslie Spellmann et Waine Bohrnstedt. De 1958 à 1965, il est professeur de musique aux collèges de Monterey et de Gavilan en Californie. Son activité professionnelle en Amérique s'achève à Winston Salem, où il enseigne, de 1965 à 1971, l'harmonie, le solfège et la composition à la North Carolina School of Arts. Il y dirige également l'ensemble vocal Camerata Singers. 
L'automne 1971 marque son retour en Suisse, où il enseigne la musique dans plusieurs collèges secondaires à Genève, et dirige des chœurs. Il est également à la tête de l'Union chorale du Sentier dans le canton de Vaud. Depuis 1985, Philippe Buhler se consacre à la composition et à la direction de chœur. Comme compositeur on lui doit plus de trois cents titres parmi lesquelles nous citons son Concertino pour piano et orchestre (1946, révisé en 1956), une Sonate pour deux pianos (1970/71) et un Quatuor à cordes, créé et enregistré par le Musart Quartet de Los Angeles. La liste des œuvres de Philippe Buhler contient aussi de nombreux arrangements de musique populaire pour chœur ainsi que des compositions pour enfants. En 2001, une liste des œuvres de Philippe Buhler est publiée à la Bibliothèque cantonale et universitaire Lausanne.

## Sources
- « Philippe Buhler », sur la base de données des personnalités vaudoises sur la plateforme « Patrinum » de la Bibliothèque cantonale et universitaire de Lausanne.
- Jean-Louis Matthey, Philippe Buhler, liste des œuvres musicales, Lausanne, Bibliothèque cantonale et universitaire - Lausanne, 2001, p. 5-9